# Zospeum biscaiense
Zospeum biscaiense es una especie de gasterópodo de la familia Carychiidae.
Es endémica de España.